# Pop-rock
Pop-rock – gatunek muzyczny, który łączy w sobie elementy popu i rocka. Piosenki pop-rockowe cechują się prostą budową, „chwytliwą” melodią i powtarzającymi się fragmentami (co jest charakterystyczne dla popu) oraz instrumentarium opartym na gitarach elektrycznych i perkusji (charakterystycznym dla rocka). Terminem pop-rock po raz pierwszy opisano wczesne przeboje zespołu The Beatles.
Surf rock jest czasami traktowany jako typ pop-rocka.
Pop-rock w dużej mierze ustąpił miejsca soft rockowi w latach 70.
Fala pop-rocka z połowy lat 90. została zapoczątkowana przez takich wykonawców jak Alanis Morissette, Roxette czy Melissa Etheridge. Pop-rock odrodził się na początku XXI wieku (m.in. Avril Lavigne, Pink, Simple Plan). Cechą nowoczesnych piosenek pop-rockowych są naprzemienne delikatne zwrotki i głośniejsze refreny.